# Отдел „Икономическа и научно-техническа политика“ при ЦК на БКП (1984 – 1989)
Отделът „Икономическа и научно-техническа политика“ при ЦК на БКП е създаден през 1984 г. чрез сливане на дотогавашните отраслови отдели на ЦК на БКП – „Планово-икономически“, „Промишлен“, „Строителство и архитектура“ и „Транспорт и съобщения“. Замисълът е да се премахне дублирането на държавно-стопанските органи в партийния апарат чрез замяната на отрасловия и проблемно-функционален принцип в партийото ръководство на икономиката.
Отделът има следните направления: икономически условия на разширеното възпроизводство; жизнено развнище и социално дело; външноикономичеси отношения; научно-технически прогрес; производствени структури и качества. В отдела има и сектор „Кадри“ за водене на текущата работа с номенклатурните кадри. Реорганзацията не оправдава възлаганите ѝ надежди.